# 网脉小檗
网脉小檗（学名：Berberis reticulata）为小檗科小檗属的植物，是中国的特有植物。分布于中国大陆的陕西等地，生长于海拔1,400米至3,000米的地区，多生于山梁灌丛中、山坡或冷杉林下，目前尚未由人工引种栽培。